# Zona arqueológica del Abrigo del Molino y San Lázaro
La Zona arqueológica del Abrigo del Molino y San Lázaro son una serie de yacimientos arqueológicos de la cultura musteriense y campaniforme ubicados en el valle del rio Eresma, en la localidad de Las Serillas, municipio de Segovia, en la provincia homónima (Castilla y León, España).
Declarada Bien de Interés Cultural por la Junta de Castilla y León el 16 de abril de 2025, la zona se compone de tres yacimientos arqueológicos: la Cueva de la Tarascona, el Abrigo del Molino y el Abrigo de San Lázaro; siendo la primera el yacimiento con restos campaniformes y los dos últimos los yacimientos correspondientes a la cultura musteriense.

## Historia

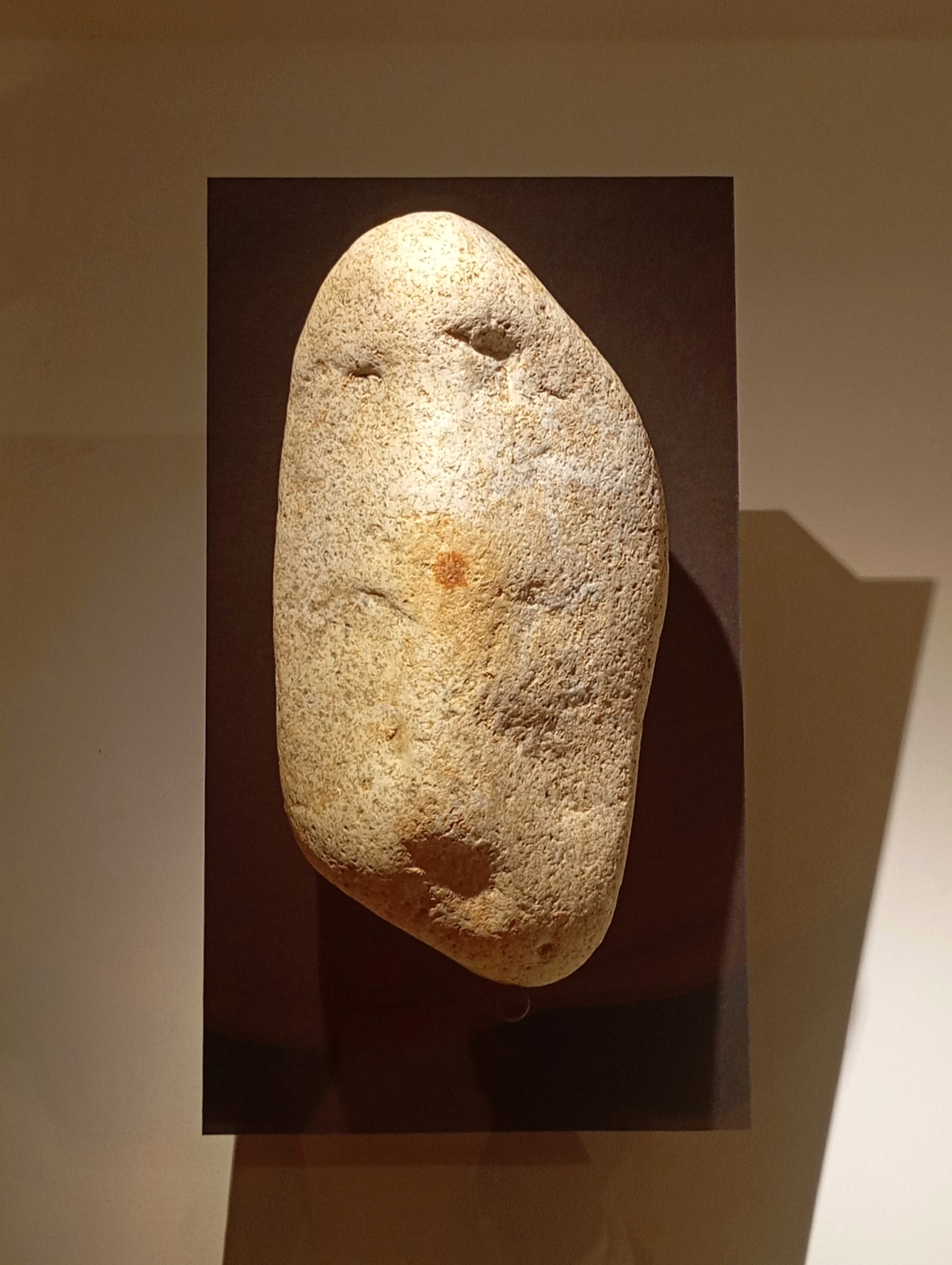
Huella de Segovia, hallada en el Abrigo de San Lázaro en 2022, es testimonio más antiguo de una huella dactilar humana, de arte mueble con pigmento de significado simbólico y de pareidolia

El primer descubrimiento en la zona es la cueva de la Tarascona, cuya excavación comenzó en 1932. A principios de la década de 1980 se hace una obra para la canalización del recolector de aguas residuales de la ciudad de Segovia, durante este procedimiento, parte del yacimiento del Abrigo del Molino fue destruido durante la excavación de un talud en la ladera del valle, más tarde en 2007 se construyó una senda peatonal siguiendo el mismo trazado, pero en ambas intervenciones no se detectaron los restos arqueológicos.
No es hasta abril de 2012 cuando se descubre este yacimiento durante un proyecto de investigación sobre el Paleolítico inferior y medio en Segovia; dos años más tarde se descubre el  yacimiento del Abrigo de San Lázaro y en 2015 se realizan una serie de sondeos en la Cueva de la Tarascona para intentar documentar restos paleolíticos en el yacimiento, documentándose únicamente restos campaniformes.
Las excavaciones arqueológicas del Abrigo de San Lázaro, de cultura musteriense, comenzaron en 2019, más tarde en 2020 se coloca una valla protectora alrededor del Abrigo del Molino para protegerlo debido a su cercanía con una senda peatonal.
En 2022 se descubrió un canto rodado de leucogranito con un punto ocre en el medio del mismo, constituyendo el primer ejemplo de arte mobiliar pintado por neandertales.
El 16 de abril de 2025 se declaró al yacimiento como Bien de Interés Cultural, aprobando un expediente ya incoado el 22 de abril de 2024.
Tras su análisis pericial por la Policía científica, el 24 de mayo de 2025 se publica un artículo en la revista Archaeological and Anthropological Sciences en el que se da a conocer la existencia en el canto rodado hallado en 2022 de una huella dactilar en el pigmento, constituyendo la evidencia de este tipo más antigua de la que se tiene tanto de huellas dactilares humanas como de arte mueble con pigmento, además su forma natural similar a un rostro humano apunta a que es primer ejemplo constatado de pareidolia facial, con este pigmento reforzando la percepción como marcador visual con significado simbólico.
El 24 de junio del mismo año al comenzar una nueva campaña de investigación se encontró basuras y restos de fuego en el Abrigo de San Lázaro; sin embargo el consejero de la Junta de Cultura, Gonzalo Santoja negó que se tratase de un caso de vandalismo.

## Los yacimientos

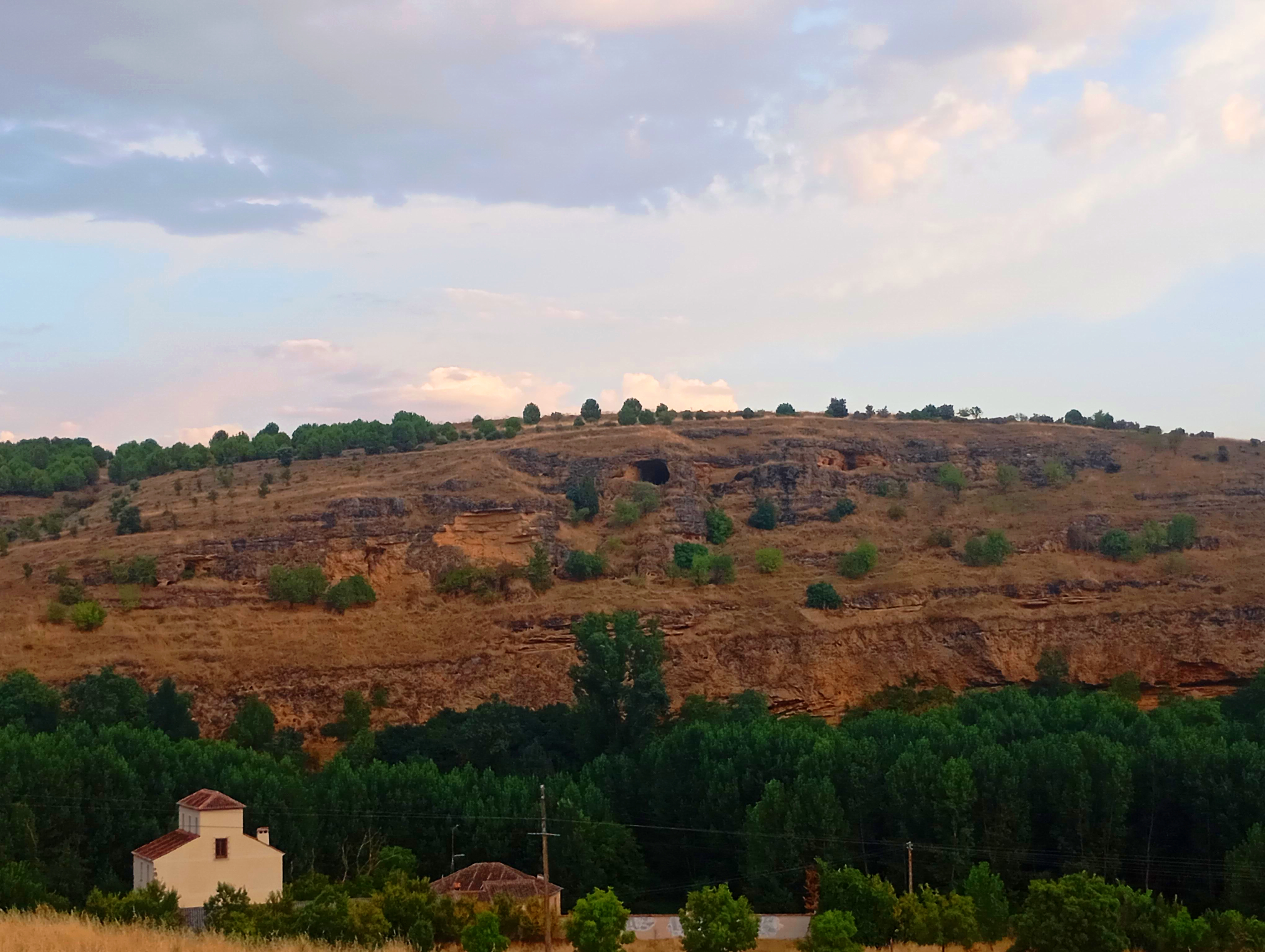
Vista de la Cueva de la Tarascona (en el centro)

### Cueva de la Tarascona
La Cueva de la Tarascona es el mayor de los yacimientos, en su interior se encontraron diversos objetos datados en la Edad de Bronce, siendo especialmente reseñables varios enterramientos con ajuares pertenecientes a la cultura campaniforme

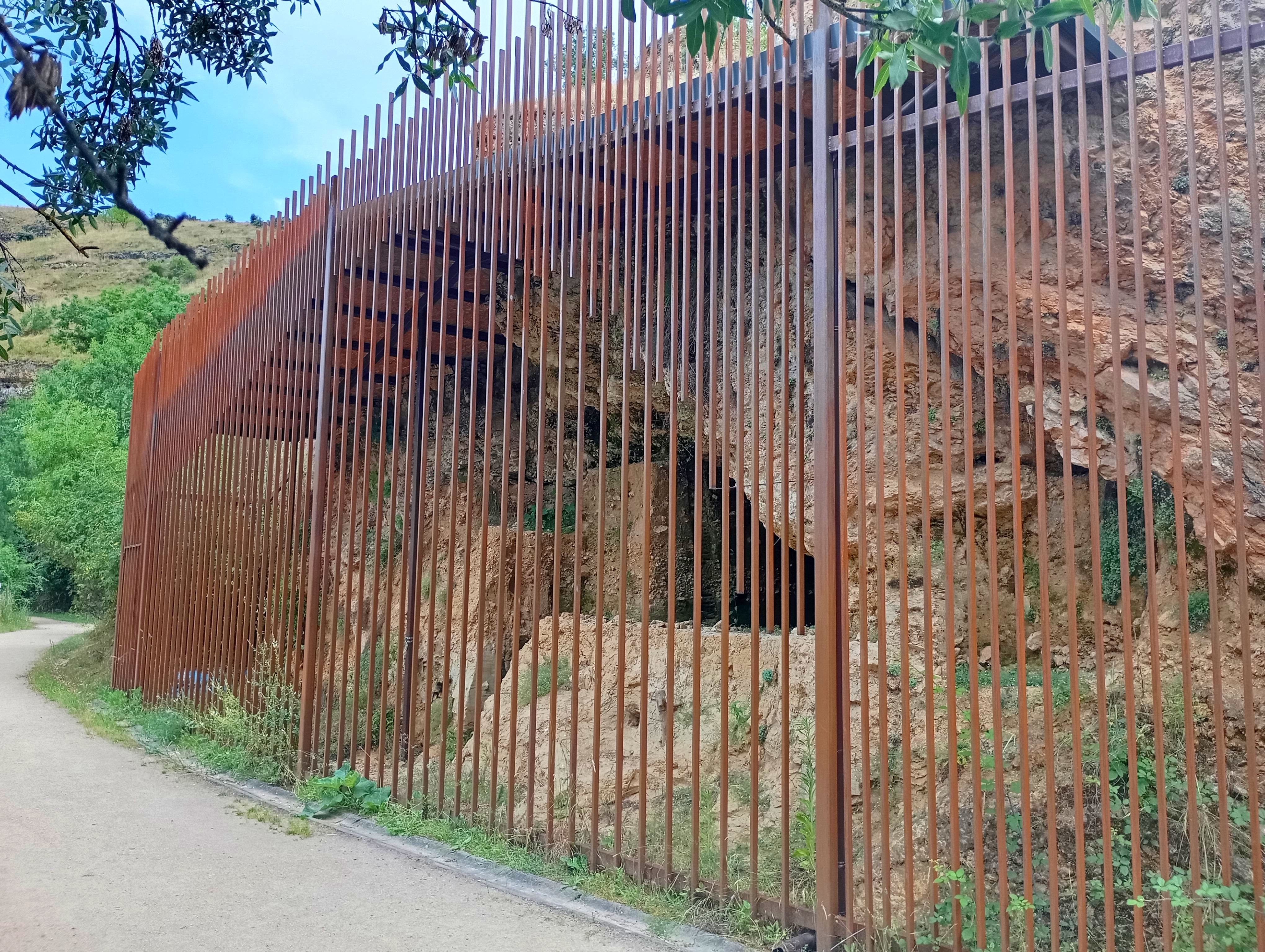
Vista del yacimiento de Abrigo del Molino

### Abrigo del Molino y Abrigo del Molino superior
El Abrigo del Molino es una cavidad kárstica colmatada hasta el techo por sedimentos, el yacimiento fue seccionado durante las obras de canalización en la década de 1980. Estuvo habitado por neandertales durante tres periodos distintos, todos asociados con la cultura musteriense, dejando estos restos una gran variedad de restos, tanto de industria lítica (percutores, lascas o debrises) como restos de fauna, especialmente de mamíferos
El Abrigo del Molino superior es un afloramiento rocoso ubicado a escasos metros del Abrigo del Molino, en el se han encontrado restos de talla lítica, junto con abundantes restos de fauna. Se le vincula con la ocupación musteriense del Abrigo del Molino

### Abrigo de San Lázaro
Se trata de una pequeña cavidad ubicada a unos 500 metros del Abrigo del Molino, pero es el yacimiento con mayor riqueza de los cuatro debido a albergar el deposito sedimentario con más niveles de ocupación neandertal del Valle. En él se han encontrado numerosos restos de herramientas y lascas de piedra (también datadas en la cultura musteriense) junto al hallazgo más importante del yacimiento: Un canto rodado de granito con una marca de ocre en el centro, este descubrimiento se considera como la pieza de arte mobiliario hecha por neandertales más antigua del mundo. Unos años más tarde del descubrimiento de la pieza, se descubrió que la huella dactilar del dedo que dejó la marca seguía intacta, constituyéndose como la huella dactilar humana documentada de mayor antigüedad .